# Tredicipose
Tredicipose è il terzo album dei Deasonika pubblicato il 9 febbraio 2008 con un concerto di presentazione il 10 febbraio all'Alcatraz di Milano.
L'uscita dell'album vede anche un cambio di formazione, al posto di Marco Trentacoste subentra Gionata Bettini. L'ex chitarrista partecipa comunque alla creazione dell'album in qualità di produttore, come negli altri lavori.
In Tredicipose la band sperimenta dei pezzi in inglesi: "Thank you" vede la partecipazione di Gianluca Morelli degli Emoglobe.
Sia il titolo che l'art direction sono stati studiati e creati con la fotografa Alice Pedroletti, che ha realizzato anche "l'anti-video" del brano Gregorian, lanciato assieme al disco.

## Tracce
1. E.B.O.W.S
2. Viole
3. Song X
4. La Stanza Brucia
5. Trasparente
6. All The Other Guys
7. Instabile
8. Thank You
9. Photograph
10. Kurt Cobain La Mia Faccia A Metà
11. The Beauty Thoughts
12. Gregorian
13. Le Rebelle

## Formazione
- Massimiliano Zanotti - voce, chitarra
- Gionata Bettini - tastiere, sintetizzatore
- Francesco Tumminelli - chitarra
- Walter Clemente - basso
- Stefano Facchi - batteria

## Il Cortometraggio
L'album viene inoltre venduto con allegato il cortometraggio "Dovunque, adesso" di Simone Covini, nel quale i Deasonika hanno creato la colonna sonora.